# Вампиро
Иэн Ричард Ходжкинсон (англ. Ian Richard Hodgkinson, род. 31 мая 1967 года) — канадский реслер и комментатор, более известный под псевдонимом Вампиро (англ. Vampiro). Наиболее известен сюжетным противостоянием с реслером Стингом в годы своего пребывания в WCW.
Выступал во многих промоушенах, но, пожалуй, самым известным этапом его карьеры является Consejo Mundial de Lucha Libre (CMLL) в начале 1990-х годов, позже участвовал в промоушене World Championship Wrestling. Сейчас является комментатором в Lucha Underground. Ходжкинсон — частично действующий участник волонтерской организации Guardian Angels, является главой её отделения в Мехико. Также известен как солист готик-метал-группы Droch Fhoula и один из бывших участников хип-хоп-группы Dark Lotus.

## Ранние годы
В 80-е годы Ходжкинсон работал телохранителем группы Milli Vanilli. Он также утверждает, что был выбран на драфте хоккейной лиги провинции Онтарио.

## Карьера

### World Championship Wrestling (1998—2000)
В 1999 году, в период отсутствия сюжетной линии своего персонажа, Вампиро привлёк к сотрудничеству хоррор-панк-группу The Misfits, фанатом которой являлся. The Misfits приняли участие в нескольких выпусках Nitro, а её лидер Джерри Онли даже провёл матч в стальной клетке со Стивом «Доктор Смерть» Уильямсом. Для своего выхода Вампиро начал использовать композицию The Misfits «Kong at the Gates».

### Juggalo Championship Wrestling (2011—…)
23 февраля 2011 года Вампиро официально возобновил свою карьеру, присоединившись к Juggalo Championship Wrestling как борец и консультант компании. Он работает с молодыми талантливыми реслерами и занимается расширением зрительской аудитории в странах Латинской Америки.

## Личная жизнь
Ходжкинсон вырос в доме вместе с матерью и двумя сестрами. Разведён. У него есть дочь Даша, крестный отец которой — британский реслер Норман Смайли.
Имеет отношение к лейблу Psychopathic Records. Дружит с Violent J и Shaggy 2 Dope, участниками хип-хоп-группы Insane Clown Posse, которые также являются реслерами, основателями и руководителями промоушена Juggalo Championship Wrestling.
Свободно разговаривает на испанском языке.

## Состояние здоровья
В 2020 году, в интервью YouTube-каналу Chris Van Vliet Ходжкинсон рассказал о наличии у него болезни Паркинсона.

## Гиммик
- Завершающие приёмы
  - Vampiro Spike / Nail in the Coffin (Sitout scoop slam piledriver),[12][13][14] иногда с верхнего каната[1][15]
  - Vampiro’s Bite (Chokeslam)
- Коронные приёмы
  - Backdrop Suplex
  - Легдроп в падении
  - Летучий клоузлайн[16]
  - Headbutt[12][13][16][17]
  - Kneeling reverse piledriver
  - Lifting spinning single-arm DDT[16][17]
  - Вариации пауэрбомбы
    - С наклоном вперёд[1][13][14][16][17][18]
    - Pumphandle sitout powerbomb
    - Супербомба[12][17]

  - Суплекс через голову живот-к-животу,[12][16] иногда с верхнего каната
  - Блок плеча[17]
  - Легдроп с разбега
  - Uranage Slam
  - Скуп-бросок
  - Вертикальный суплекс[16]
  - Различные вариации ударов ногами
    - Leg-feed spinning back kick[13][17]
    - Shoot kick[14][16][18]
    - Jumping Back Kick
    - Ракетный дропкик
    - Удар ишака
    - Суперудак
    - Spin kick,[16] иногда с верхнего каната[1][15][17]
    - Spinning Heel Kick
- С Violent J
  - Комбинация Electric chair (Violent J) / Diving clothesline (Vampiro)
- С Shaggy 2 Dope
  - Aided Cutter[17]
- Менеджеры
  - Insane Clown Posse[12]
  - Джеймс Митчелл[19]
  - Ворон[13][18]
- Музыкальные темы
  - «Destroyer» by Vampiro[20] (WCW)
  - «Assassins (Instrumental)» by Insane Clown Posse
  - «Take It» by Insane Clown Posse (WCW)
  - «Kong at the Gates» by The Misfits
  - «Abominable Dr. Phibes» by The Misfits
  - «Dead American» by Lars Frederiksen And The Bastards (Independent circuit)
  - «You Eclipsed By Me» by Atreyu (WSX / JCW)
  - «Peep Show» by Droch Fhoula (WSX)
  - «Back in Black» by AC/DC (AAA)
  - «Walk» by Pantera (AAA)
  - «Welcome To The Jungle» by Guns N' Roses (AAA — present)

## Титулы и награды
- Asistencia Asesoría y Administración
  - AAA World Tag Team Championship (1 раз) — с Джо Лидером[21]
  - Rey de Reyes (2006)
- Consejo Mundial de Lucha Libre
  - NWA World Light Heavyweight Championship (1 раз)[1]
- Federacion Internacional de Lucha Libre
  - FILL Heavyweight Championship (1 раз)[22]
- Fiend Wrestling Germany
  - FWG Championship (1 раз)[23]
- International Wrestling Association[1]
  - IWA Hardcore Championship (3 раза)
  - IWA Intercontinental Heavyweight Championship (1 раз)
- Juggalo Championship Wrestling
  - JCW Heavyweight Championship (2 раза)[1]
- Nu-Wrestling Evolution
  - NWE World Heavyweight Championship (1 раз)[24]
- Universal Wrestling Association
  - UWA World Heavyweight Championship (1 раз)[1]
- World Championship Wrestling
  - Командный чемпион мира WCW (1 раз) — с Великим Мутой[1]
- World Wrestling Council
  - WWC Universal Heavyweight Championship (1 раз)
- Wrestling Society X
  - WSX Championship (1 раз)[1]
- Pro Wrestling Illustrated
  - PWI ставит его 31 место среди 500 лучших реслеров в 2000 году.

## Luchas de Apuestas
| Ставка | Победитель                     | Проигравший             | Место               | Дата                 | Примечания |
| ------ | ------------------------------ | ----------------------- | ------------------- | -------------------- | --- |
| Волосы | Вампиро                        | Бестиа Негра II         | Сочимилько, Мексика | 21 марта 1992 года   | - |
| Волосы | Вампиро                        | Рик Паттерсон           | Монтеррей, Мексика  | 28 июня 1992 года    | Трёхсторонний матч при участии Сангре Чикана                                                                       |
| Волосы | Вампиро                        | Пирата Морган           | Мехико, Мексика     | 17 июля 1992 года    | - |
| Волосы | Вампиро                        | Аарон Гранди            | Монтеррей, Мексика  | 23 августа 1992 года | - |
| Волосы | Вампиро                        | Сангре Чикана           | Монтеррей, Мексика  | 10 декабря 1992 года | - |
| Волосы | Вампиро                        | Пирата Морган           | Хьюстон, США        | 1 сентября 1998 года | - |
| Волосы | Вампиро                        | Рэй Буканеро            | Мехико, Мексика     | 13 декабря 2002 года | - |
| Волосы | Шокер                          | Вампиро                 | Мехико, Мексика     | 4 апреля 2003 года   | - |
| Волосы | Сиен Карас и Маскара аньё 2000 | Вампиро и Pierroth, Jr. | Мехико, Мексика     | 17 декабря 2004 года | - |
| Волосы | Чессман                        | Вампиро                 | Сапопан, Мексика    | 2 декабря 2012 года  | Шестисторонний матч в клетке при участии Кибернетико, Доктор Вагнер-младший, L.A. Park и Эль Ихо дель Перро Агуайо |